# نظرة العهد الجديد لحياة المسيح

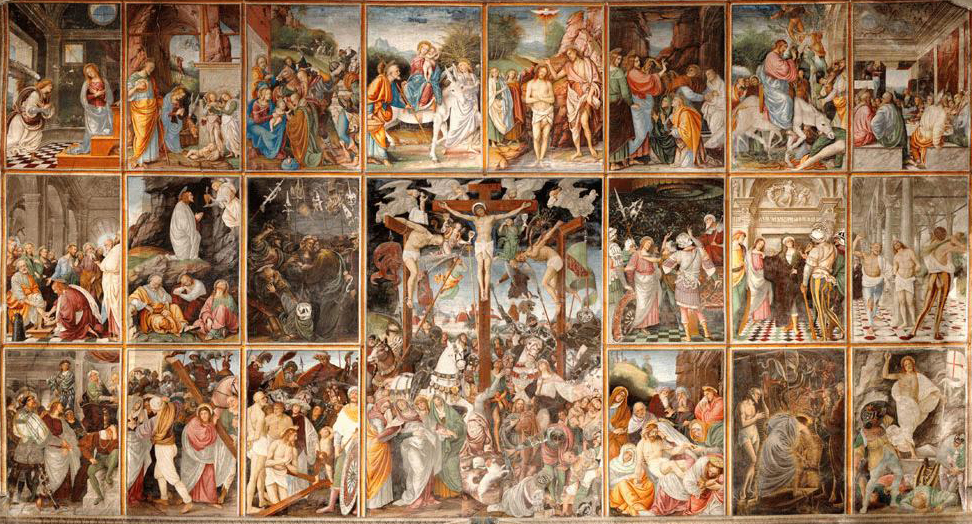
جداريَّة تصور مراحل من حياة يسوع بحسب رواية العهد الجديد.

نظرة العهد الجديد لحياة المسيح أو حياة يسوع بحسب العهد الجديد وفقاً للعهد جديد فأن: يسوع المسيح ولد في بيت لحم كما توجب أن يولد بحسب ما تنبأ عنه النبي ميخا. تذكر الاناجيل الأربعة: متى، مرقس، لوقا، ويوحنا شهادات حية مما رأوه وتعلموه وكانوا شهودا له لما عمل من أعمال. كانت ولادته معجزية من غير أب، إذ حل الروح القدس على مريم العذراء، فحبلت به، ثم ولدته في بيت لحم، كما جاء في الكتاب المقدس.
يؤمن المسيحيون أنه صُلب ومات من أجل دفع ثمن خطايا جميع البشر، كي لا يهلك كل من يؤمن به، بل تكون له الحياة الأبدية. ثم قام من قبره في اليوم الثالث، قاهرا الموت بالموت، كما تنبأ عنه في العهد القديم. ثم ظهر لتلاميذه وبقي معهم أربعين يوماً ومن ثم صعد إلى السماء، وجلس عن يمين الآب وسوف يأتي في اليوم الأخير ليدين الأحياء والأموات وملكه لن يكون له انقضاء.

## حياته وتعاليمه بحسب الكتاب المقدس
تعتبر الأناجيل القانونية الأربعة: متى، مرقس، لوقا، ويوحنا المنابع الرئيسية الأساسية بالنسبة للتقليد المسيحي للحصول على معلومات عن حياة المسيح.

### النسب والعائلة

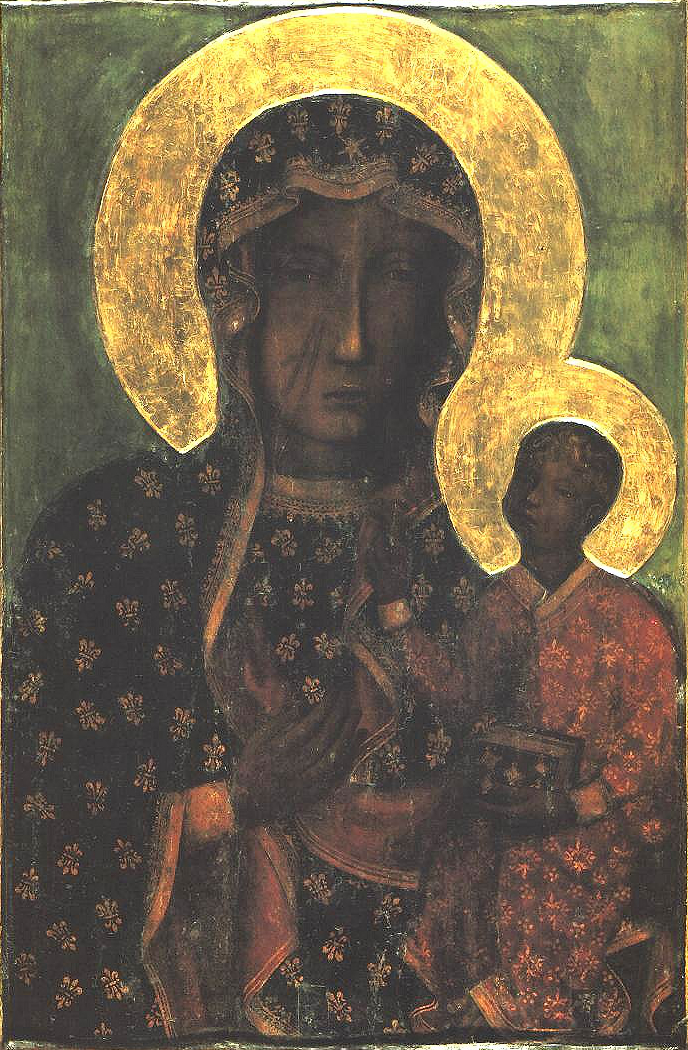
مريم ويسوع: سيدة تشانستوخوفا السوداء، لرسام غير معروف.

بين الأناجيل الأربعة اختصت بشارتي متى ولوقا فقط بالحديث عن نسب يسوع والسلالة التي انحدر منها، حيث تحدث متى الإنجيلي عن نسب يسوع المنحدر من ناحية أبيه القانوني أمام الشرع اليهودي وهو يوسف النجار خطيب العذراء، أما لوقا الإنجيلي فقد تكلم أيضًا عن نسب يسوع من ناحية «يوسف» ولكن استنادا إلى تفاسير أخرى، فقد مر خط نسب المسيح في إنجيل لوقا عبر سلالة والدته مريم، ولكن بشكل عام كِلا الإنجيليين يرجعون نسب المسيح إلى داوود الملك ومنه إلى النبي إبراهيم.
تتشابه قائمتا النسب عند متى ولوقا من إبراهيم إلى داوود ولكنها تختلف من داوود إلى يوسف خطيب مريم، يبتدأ متى بسليمان مرورا بجميع ملوك يهوذا حتى الملك الأخير يكنيا، وبعد يكنيا انتهى خط الملوك في سلسلة النسب بسبب الاحتلال البابلي لمملكة يهوذا، وبكل الأحوال كانت رغبة متى هي التأكيد على انحدار يسوع من سلالة الملوك فهو إذا الوريث الشرعي لعرش إسرائيل.
في إنجيل لوقا، يُلاحظ أن قائمة نسب يسوع أطول من قائمة إنجيل متى، وذلك لأن لوقا يبتدأ من آدم ويذكر أسماء أكثر بين داوود ويسوع حيث يُعتقد أن متى كان يختصر القائمة بذكر الشخصيات الأكثر أهمية بينما اهتم لوقا كما هو معروف عنه بالدقة فذكر القائمة بتفصيل أكثر.
لم تتطرق الأناجيل الأربعة ليوسف خطيب مريم إلا قبيل ولادة يسوع وبعدها بقليل أثناء طفولته، وقد كان اليهود يعتقدون أن يوسف ذاك هو والد يسوع فكانوا يعرفونه على أنه «يسوع الناصري ابن يوسف النجار»، أثناء حادثة الصلب طلب المسيح من تلميذه المحبوب أن يعتني بأمه مريم ومن هذا يُستدل بأن يوسف كان ربما قد مات قبل الصلب بفترة غير معروفة.
تتحدث بعض أسفار العهد الجديد كإنجيل متى ومرقس والرسالة إلى الغلاطيين عن وجود أقارب ليسوع بما في ذلك إخوة وأخوات، الكلمة اليونانية المستعملة في هذه النصوص هي "adelphos" والتي تُترجم «إخوة» في الكثير من ترجمات العهد الجديد، ولكن الكلمة بشكل عام قد تدل على أي قرابة عائلية كما أن المسيحيين الكاثوليك والأرثوذكس وبعض البروتستانت يؤمنون بأن إخوة يسوع هؤلاء هم أبناء عمومته وأنسباءه أو أبناء يوسف خطيب أمه من زوجة أخرى وذلك لإيمانهم ببتولية مريم قبل وأثناء وبعد ولادتها ليسوع المسيح.

### الميلاد
استنادا لمتى ولوقا فقد ولد يسوع في مدينة بيت لحم في اليهودية، وأمه هي العذراء مريم التي حملت وولدت به بطريقة معجزية بواسطة الروح القدس بدون أي اتصال جسدي، حيث ينص إنجيل لوقا عن زيارة الملاك جبرائيل لها ليخبرها بأنه قد اختيرت لتكون والدة ابن الله.

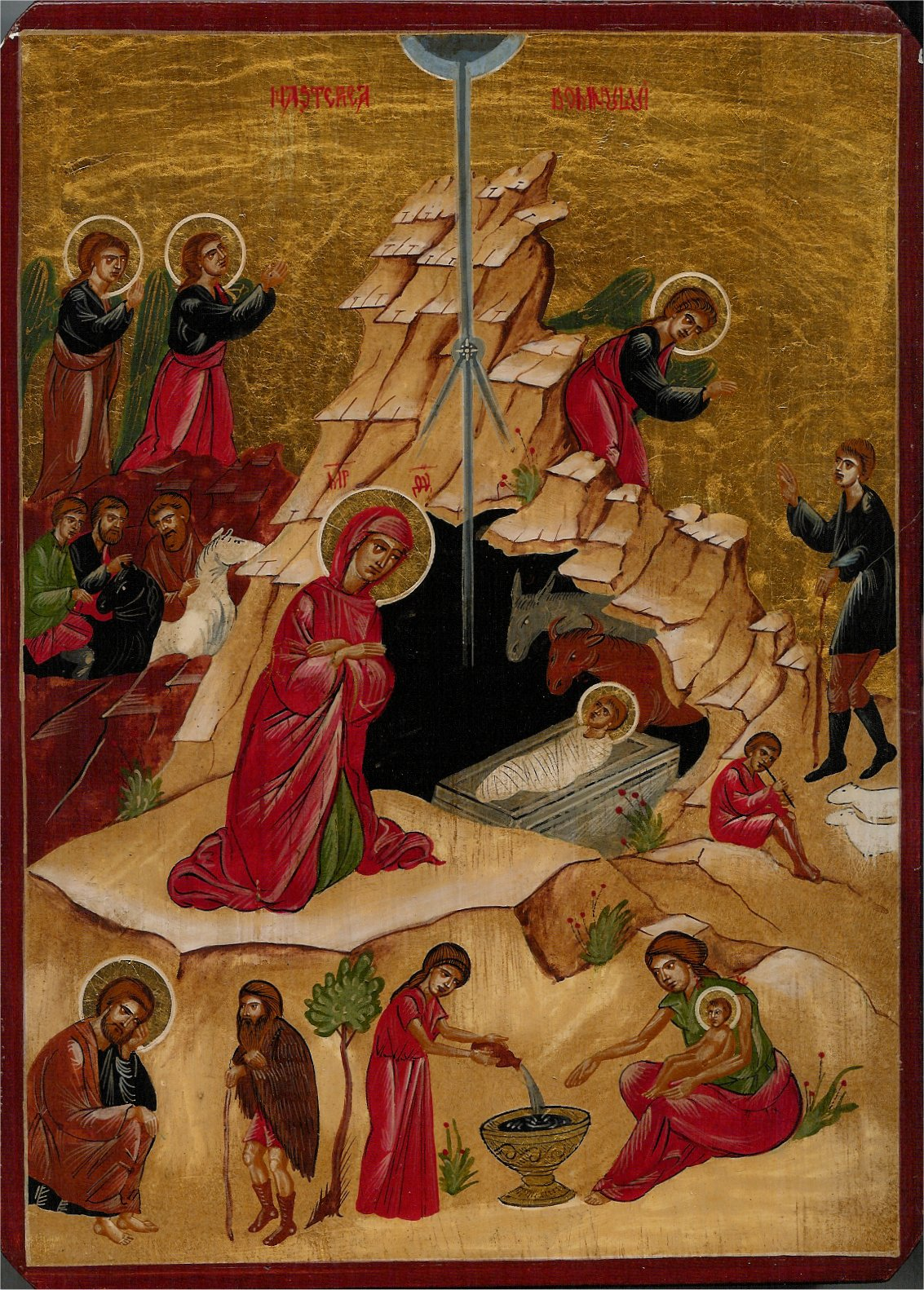
إيقونة الميلاد.

واستنادا إلى نفس الإنجيل فقد صدر في تلك الفترة أمر من أغسطس قيصر، الإمبراطور الروماني، بأن يكتتب كل سكان الإمبراطورية أي أنه أمر بإجراء إحصاء عام لهم، وهذا ما دفع بمريم وخطيبها يوسف إلى مغادرة مكان سكنهم في مدينة الناصرة والتوجه إلى مدينة داوود، وهي مدينة بيت لحم ليكتتبوا هناك لكونهم من آل داوود وعشيرته، وعندها كانت أيام مريم قد تمت لتضع مولودها ولأنه لم يكن لهم مكان في نزل أو فندق بسبب ازدحام المدينة باتوا ليلتهم في حظيرة للحيوانات حيث ولد يسوع، وفي تلك الأثناء قام ملاك الرب بزيارة رعاة ساهرين على حراسة أغنامهم وبشرهم بولادة المخلص فقام هؤلاء الرعاة وجاءوا وشاهدوا الطفل وأمه ثم نشروا ذلك الخبر في كل تلك المنطقة، ويتحدث الإنجيلي متى عن قدوم مجوس من الشرق محملين بالهدايا لزيارة الطفل المولود ملك اليهود بعد أن تبعوا نجم ظهر في السماء آمنوا بأنه إشارة من السماء على ولادة الملك المسيا المنتظر،وبعدها يتكلم إنجيل متى عن هروب يوسف ومريم وطفلها إلى مصر هربا من أمر الملك هيرودس بإعدام كل أطفال بيت لحم ونواحيها من عمر سنتين فما دون، ولكنهم عادوا بعدها إلى ديارهم بعد زوال الخطر.
استنادا إلى الإنجيل، فإن المكان الذي قضى فيه يسوع طفولته هو مدينة الناصرة الواقعة في الجليل، وبحسب إنجيل لوقا عاش يوسف ومريم في الناصرة قبل ولادة يسوع وعادوا إليها عقب ولادته، أما بالنسبة لإنجيل متى فقد بقيت العائلة في مصر حتى وفاة الملك هيرودس ولما عادوا إلى أرض إسرائيل علم يوسف بأن ابن هيرودس أصبح ملكا على اليهودية مكان والده، فخشي العودة بأسرته إلى هناك، وبوحي من الله جاءه في حلم انصرف إلى نواحي الجليل إلى مدينة الناصرة.

### الطفولة وبداية حياة البلوغ

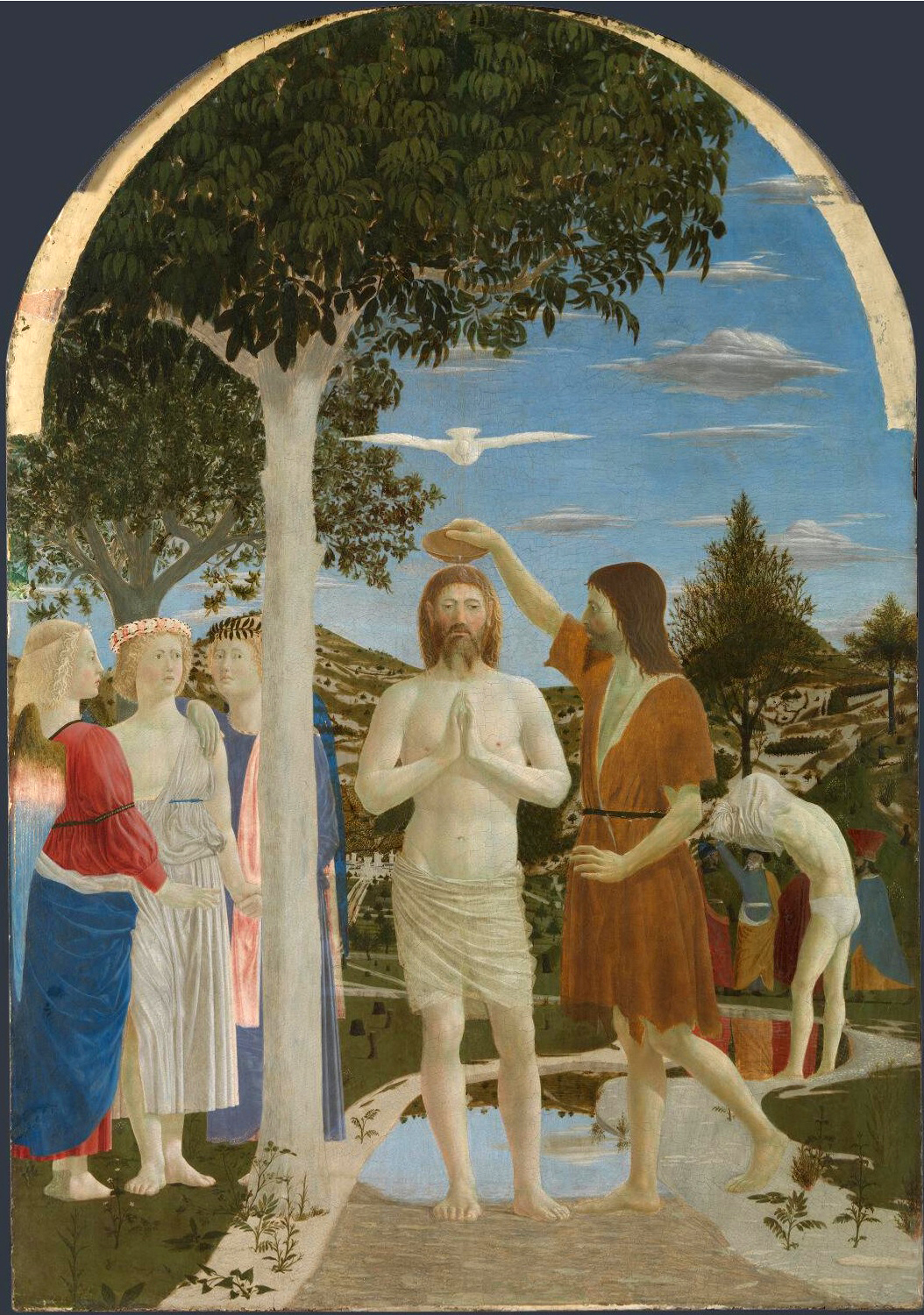
معمودية المسيح، بريشة بييرو ديلا فرانشيسكا، 1449م.

بحسب إنجيل لوقاكان عمر يسوع حين تعمد حوالي الثلاثين عام، والحادثة الوحيدة المذكورة في الإنجيل عن الفترة ما بين الولادة والعماد هي تلك التي يتحدث عنها إنجيل لوقا عن ضياع الطفل يسوع في الهيكل أثناء زيارته لأورشليم مع أبويه.في إنجيل مرقس دُعي يسوع بالنجار،وفي إنجيل متى بابن النجار،ومن هذا يُعرف بأن يسوع قضى حداثته بتعلم تلك المهنة من أبيه يوسف.

### العماد والتجربة على الجبل
فاتحة إنجيل مرقس هي قصة عماد يسوع على يد يوحنا المعمدان، والتي يعتبرها العديد من دارسي الكتاب المقدس بداية انطلاق يسوع في دعوته العلنية، فبحسب مرقس فقد جاء يسوع إلى نهر الأردن ليعتمد حيث كان يوحنا المعمدان يعظ الشعب ويعمدهم معمودية التوبة. يُضيف إنجيل متى هنا الحوار الذي دار بين يسوع ويوحنا عندما امتنع الأخير في البداية عن عماد يسوع طالبا منه بأن يعمده هو، ولكنه عاد وامتثل اخيرا لرغبة يسوع وعمده: {اسْمَحِ الآنَ، لأَنَّهُ هَكَذَا يَلِيقُ بِنَا أَنْ نُكَمِّلَ كُلَّ بِرٍّ.}،وبعد أن تعمد يسوع وخرج من الماء، يقول إنجيل مرقس بأن يسوع {رَأَى السَّمَأوَاتِ قَدِ انْشَقَّتْ، وَالرُّوحَ مِثْلَ حَمَامَةٍ نَازِلة عَلَيْهِ. وَكَانَ صَوْتٌ مِنَ السَّمَأوَاتِ: أَنْتَ ابْنِي الْحَبِيبُ الَّذِي بِهِ سُرِرْتُ.}.
بعد المعمودية وبحسب إنجيل متى فقد اقتيد يسوع من الروح إلى البرية وصام هناك أربعين نهارًا وأربعين ليلة، وعندما جاع أخيرا بدأ الشيطان يجربه ليدفعه لاستخدام قوته الروحية كدليل على أنه ابن الله ولكن يسوع كان يرفض دائما إغراءات إبليس متسلحا بآيات من أسفار العهد القديم، وتتفق الأناجيل الأربعة على أن يسوع جرب ثلاث مرات، وبعد أن فشل الشيطان بالانتصار عليه فارقه إلى حين وجاءت الملائكة لتخدم يسوع.

### الخدمة والتبشير
ينص الإنجيل على أن يسوع هو المسيا أي المسيح المنتظر، والذي أًرسِل {لِيَخْدِمَ وَلِيَبْذِلَ نَفْسَهُ فِدْيَةً عَنْ كَثِيرِينَ}،ولكي يبشر بالأخبار السارة: {إِنَّهُ يَنْبَغِي لِي أَنْ أُبَشِّرَ الْمُدُنَ الأُخَرَ أَيْضاً بِمَلَكُوتِ اللهِ، لأَنِّي لِهَذَا قَدْ أُرْسِلْتُ}.
وخلال مسيرة حياته قام يسوع باجتراع المعجزات الباهرات كمن له سلطان، فشفى المرضى وأخرج الأرواح النجسة من الممسوسين ومشى على المياه وأقام العديد من الأموات، كإقامته لصديقه «لعازر» من الموت بعد أن قضت جثته أربعة أيام في القبر.

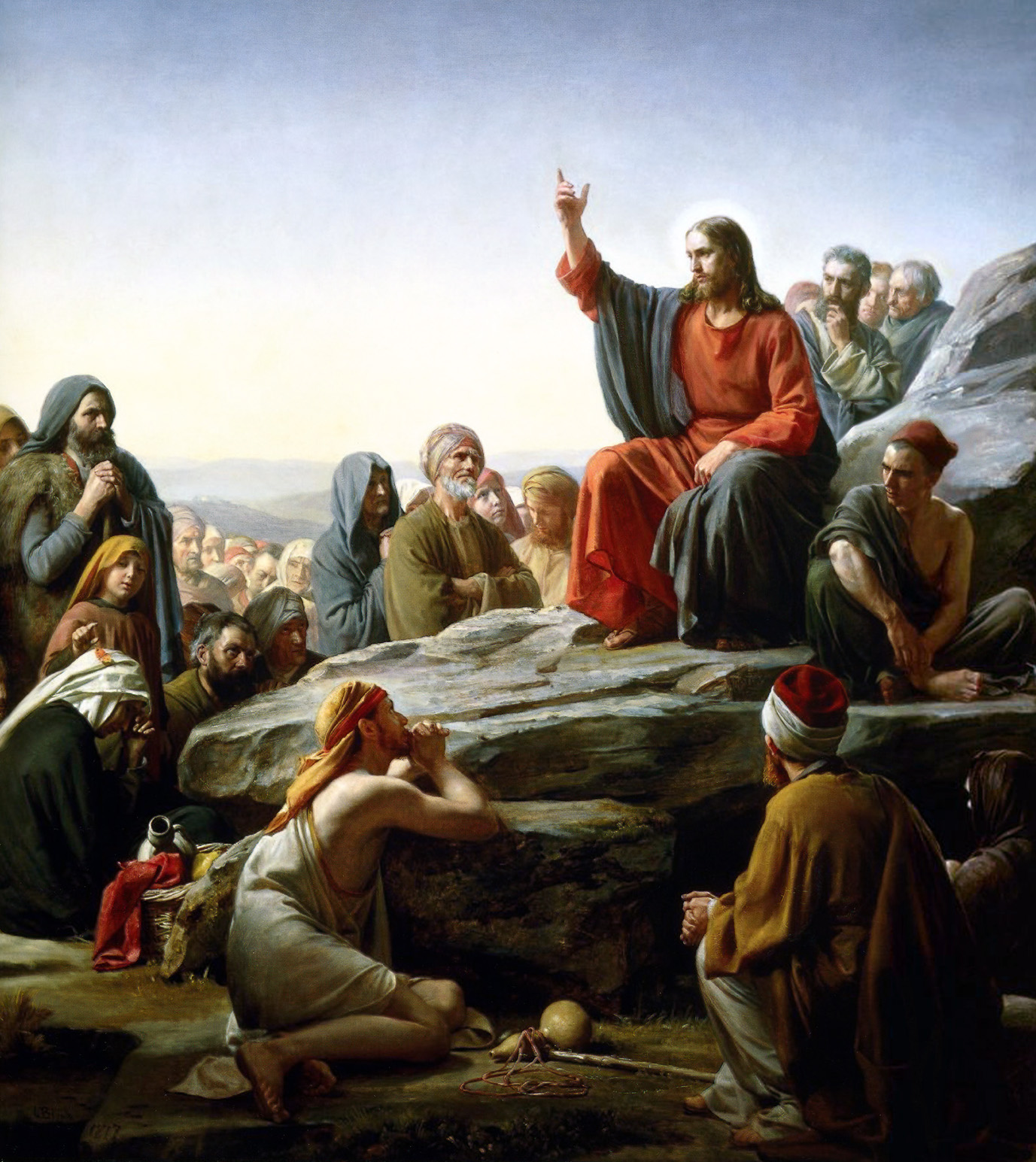
الموعظة على الجبل بريشة كارل بلوش، القرن التاسع عشر.

يتحدث إنجيل يوحنا عن مرور ثلاثة أعياد يهودية مختلفة خلال حياة يسوع التبشيرية، فيُستدل من هذا بأن الفترة العلنية التي كرز فيها يسوع كانت قرابة الثلاثة أعوام، هذا مع العلم بأن بعض التفسيرات للأناجيل المتوازية، متى ومرقس ولوقا، تقترح بأن فترة خدمة يسوع كانت سنة واحدة فقط. كان كل التركيز أثناء حياة يسوع التبشيرية موجه نحو أقرب الموالين له وهم التلاميذ الاثني عشر، ولذلك دُعي العديد من أتباعه بالتلاميذ. لقد دفع يسوع العديدين للإيمان بأن الحجاب سوف يُرفع عن الأسرار التي تعج بها الكتب القديمة وبأن نهاية العالم الزائل ستأتي بشكل غير متوقع، لذلك كان يطلب من أتباعه أن يكونوا دائما يقيظين وممتلئين بالإيمان.
وفي قمة عطائه جذب يسوع الآلاف للإصغاء إليه، خصوصا سكان منطقتي الجليل وحوض الأردن، ومن أشهر تعاليمه تلك الوصايا التي لقنها للجموع أثناء موعظته على الجبل، والتي تضمنت التطويبات والصلاة الربية، حيث يقول إنجيل متى بأنه {لَمَّا أَكْمَلَ يَسُوعُ هَذِهِ الأَقْوَالَ بُهِتَتِ الْجُمُوعُ مِنْ تَعْلِيمِهِ، لأَنَّهُ كَانَ يُعَلِّمُهُمْ كَمَنْ لَهُ سُلْطَانٌ وَلَيْسَ كَالْكَتَبَةِ}.
وكان يسوع معتادا على تعليم الناس بواسطة استخدام الأمثال كمثل الابن الضال ومثل الزارع، وكان أبرز محاور تعاليمه يدور حول التضحية الشخصية غير المشروطة في سبيل محبة الله وجميع الناس بغض النظر عن خلفياتهم وانتماءاتهم، وفي معظم عظاته كان يؤكد على خدمة الآخرين وعلى ضرورة التواضع في تلك الخدمة، كما كان يركز بشكل كبير على مغفرة الخطايا وعلى الإيمان وعلى إدارة الخد الآخر للخصوم وعلى مقابلة شر الأعداء بمحبتهم كمحبة الأصدقاء، كما كانت تعاليمه تًبرز الحاجة إلى الانقياد إلى روح الناموس والشريعة وليس إلى ظاهرها.
كان يسوع يجتمع كثيرا بالمنبوذين من قبل المجتمع اليهودي المتزمت، فكثيرا ما جالس العشارين، أي جباة الضرائب لصالح الرومان، والذين كانوا مكروهين جدا في محيطهم، لا بل أن يسوع اختار أحد هؤلاء العشارين ليكون من تلاميذه الإثني عشر وهو التلميذ متى، وحسب اعتقاد الكثيرين، هو نفس متى الذي كتب لاحقا أحد الأناجيل الأربعة.
وعندما اعترض الفريسيون، وهم من أبرز طوائف اليهود المتدينة والذين يعتقدون ببرهم الذاتي، على اجتماع يسوع بالعشارين والزناة، أجابهم بأنه {لاَ يَحْتَاجُ الأَصِحَّاءُ إِلَى طَبِيبٍ بَلِ الْمَرْضَى. فَإذْهَبُوا وَتَعَلَّمُوا مَا هُوَ: إِنِّي أُرِيدُ رَحْمَةً لاَ ذَبِيحَةً، لأَنِّي لَمْ آتِ لأَدْعُوَ أَبْرَاراً بَلْ خُطَاةً إِلَى التَّوْبَةِ}.
بحسب إنجيلي لوقا ويوحنا فأن يسوع بذل جهده لإيصال بشارته للسامريين، وهم طائفة تؤمن بالتوراة فقط، أي أسفار موسى الخمسة، وترفض ما بعدها من كتب الانبياء والتي يؤمن بها كافة اليهود، وكان هذا أحد أسباب العداوة القائمة بين الفرقتين، إلا أن ذلك لم يمنع يسوع من التوجه إليهم وتبشيرهم بملكوت الله.

### القبض على يسوع ومحاكمته وموته

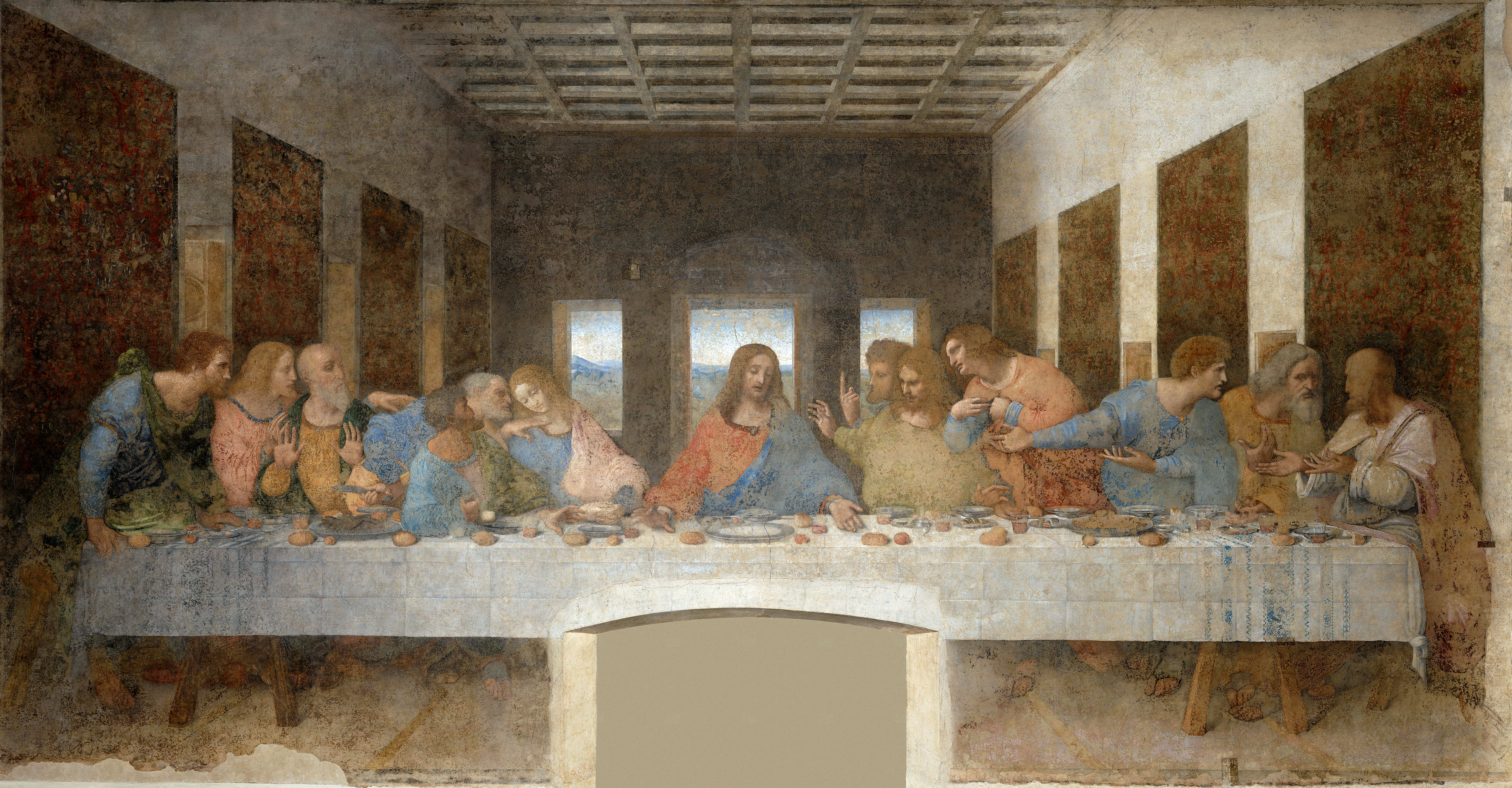
لوحة ليوناردو دا فينشي الشهيرة «العشاء الأخير» 1498.

استنادا إلى الإنجيل فأن يسوع جاء مع اتباعه إلى أورشليم في عيد الفصح اليهودي، حيث اجتمع هناك حشد كبير لاستقباله، وكان الحاضرون يهتفون {أُوصَنَّا! مُبَارَكٌ الآتِي بِاسْمِ الرَّبِّ! مَلِكُ إِسْرَائِيلَ!}.وتقول الأناجيل الإزائية بأن يسوع، بعد دخوله كمنتصر إلى أورشليم، أحدث فوضى عارمة في باحة الهيكل، فقلب موائد الصيارفة وباعة الحمام وأخرج الذين كانوا يتاجرون فيه لأنهم كما قال: «حولوا هيكل الرب إلى مغارة لصوص».
وتقول الإناجيل الإزائية أن يسوع، في أيام قلائل بعد هذه الحادثة، أرسل تلاميذه لتحضير ما يُعرَف «بعشاء الفصح» أو «العشاء الأخير» وكان ذلك اليوم هو يوم الخميس، وفي أثناء تناولهم العشاء أنبأهم يسوع عما سيحل به وعن خيانة أحدهم له – يهوذا الإسخريوطي - ويسهب هنا إنجيل يوحنا بوصف الحوار الذي دار بين يسوع والتلاميذ حيث أعطاهم وصيته الأخيرة {هَذِهِ هِيَ وَصِيَّتِي أَنْ تُحِبُّوا بَعْضُكُمْ بَعْضاً كَمَا أَحْبَبْتُكُم. لَيْسَ لأَحَدٍ حُبٌّ أَعْظَمُ مِنْ هَذَا: أَنْ يَضَعَ أَحَدٌ نَفْسَهُ لأَجْلِ أَحِبَّائِهِ}،وبعد العشاء ذهب يسوع والتلاميذ إلى بستان الزيتون المدعو «جثسيماني» ليصلًّوا.
وفي البستان قضى يسوع ساعات عصيبة بمناجاة الآب السماوي، بعدها جاء جند الهيكل ليقبضوا عليه بأمر من السنهدريم – المجمع اليهودي الأعلى – وبأمر من رئيس الكهنة «قيافا»، وقد تم الاعتقال تحت جنح الليل لتجنب الشغب الذي قد يحدثه أنصار يسوع إذا ما تم اعتقاله في وضح النهار، فشعبية يسوع كانت تزداد بين الناس.
بحسب الأناجيل الإزائية فأن يهوذا الإسخريوطي أحد تلامذة يسوع قام بخيانة سيده وتسليمه لليهود مقابل ثلاثين من الفضة، فيهوذا كان يعرف الأماكن التي اعتاد يسوع وأتباعه على الاجتماع فيها، فكان برفقة الجنود عندما اتوا إلى بستان الزيتون واتفق معهم على أن الذي سيقبله سيكون هو يسوع الناصري ولكن يهوذا ندم لاحقا على فعلته وقام بشنق نفسه، وأثناء إلقاء القبض على يسوع هب تلميذه بطرس مستلا سيفه ليُهاجم أحد الحراس فقطع أذنه ولكن يسوع وبحسب إنجيل لوقا فقد أعاد أذن الرجل إلى مكانها وشفاه، ثم أمر بطرس بأن يعيد سيفه لغمده وقال: {رُدَّ سَيْفَكَ إِلَى مَكَانِهِ. لأَنَّ كُلَّ الَّذِينَ يَأْخُذُونَ السَّيْفَ بِالسَّيْفِ يَهْلِكُونَ}،وبعد أن أخذ الجنود يسوع فر تلاميذه واختبئوا.
خلال المحاكمة أمام السنهدريم قام شهود زور ليشهدوا ضد يسوع ولكن شهاداتهم لم تتفق فيما بينها، فسأل رئيس الكهنة والشيوخ يسوع بشكل مباشر {أَفَأَنْتَ أبْنُ اللهِ؟} فَقَالَ لَهُمْ: {أَنْتُمْ تَقُولُونَ إِنِّي أَنَا هُو}،فأدانوا عندها يسوع بتهمة التجديف وعقوبة هذه التهمة هي الموت.

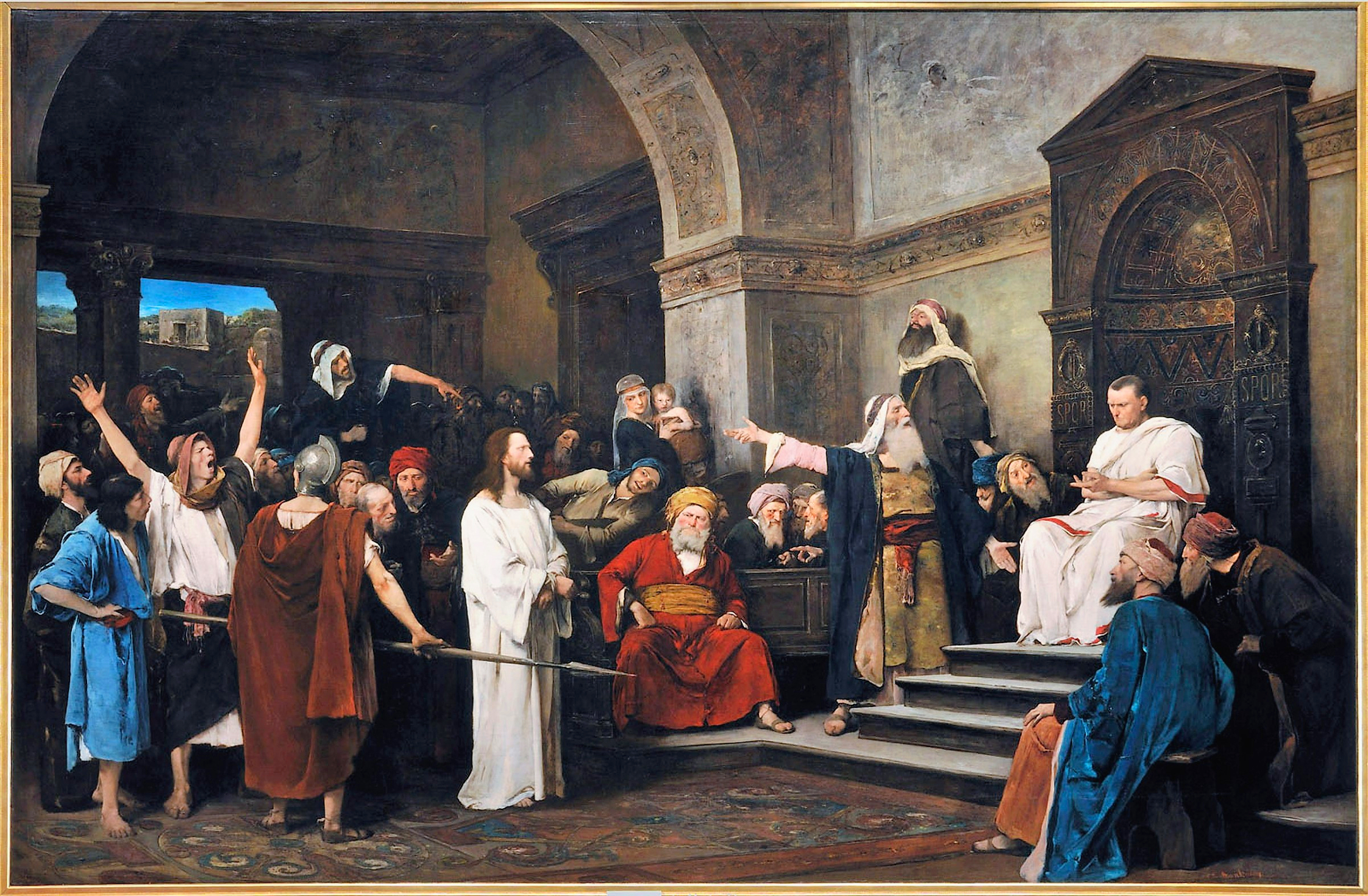
يسوع أمام بيلاطس البنطي، بريشة ميهاللي موكاسي، 1881م.

في صباح اليوم التالي، يوم الجمعة، أرسل رئيس الكهنة يسوع إلى الحاكم الروماني بيلاطس البنطي ليحكم عليه لأنه لم يكن يحق للمحاكم اليهودية تنفيذ حكم الموت بحق أحد دون الرجوع إلى الرومان، فقدم اليهود يسوع لبيلاطس البنطي على أنه مثير للشغب وبأنه يدعي لنفسه مُلك اليهود وبأنه أمر الناس بعدم دفع الجزية للقيصر، أما بيلاطس فأثناء استجوابه ليسوع لم يجد فيه أي علة تدفعه لقتله بل علم بأن اليهود إنما يريدون قتل يسوع بدافع الحسد والغيرة،ولكن الجموع كانت تُلح عليه لكي يأمر بصلبه، وعندما علم بيلاطس بأن يسوع من الجليل قام بإرساله إلى هيرودس حاكم تلك المنطقة إذ كان آنذاك في زيارة لأورشليم وكان هناك عداوة بين بيلاطس وهيرودس، ولما لم يحكم هيرودس على يسوع بشيء رده إلى بيلاطس فصار الحاكمان صديقين منذ ذلك اليوم.
وكان بيلاطس يطلق لليهود كل عام أي سجين يختارونه فتوجه للحشد وقال لهم: {أَنَا لَسْتُ أَجدُ فِيهِ عِلَّةً وَاحِدَة وَلَكُمْ عَادَةٌ أَنْ أُطْلِقَ لَكُمْ وَاحِداً فِي الْفِصْحِ. أَفَتُرِيدُونَ أَنْ أُطْلِقَ لَكُمْ مَلِكَ الْيَهُودِ؟ فَصَرَخُوا أَيْضاً جَمِيعُهُمْ قَائِليِنَ: «لَيْسَ هَذَا بَلْ بَارَابَاسَ!». وَكَانَ بَارَابَاسُ لِصّاً}.

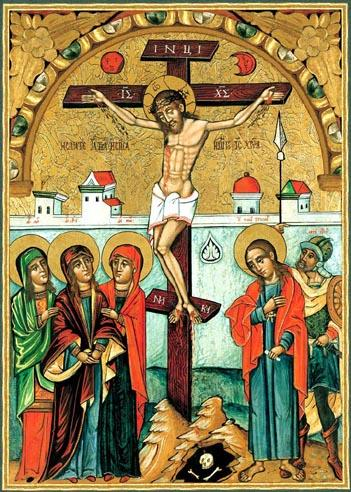
إيقونة الصليب.

بعد ذلك أمر بيلاطس بأن يُجلَد يسوع علَّ ذلك يرضي الشعب لأنه كان يعلم بأن يسوع بريء ولا يستحق الموت، كما أن إنجيل يوحنا يقول بأن بيلاطس كان خائفا من قتل يسوع لأنه ادعى بنوته لله، كما أن زوجته أرسلت إليه طالبة أن يرأف به لآنها تألمت من أجله في حلموعندما عرض بيلاطس يسوع أمام الناس ازداد هيجانهم وطالبوا أكثر بأن يُصلب، ولكن بيلاطس كان مترددا في ذلك فصرخ اليهود {إِنْ أَطْلَقْتَ هَذَا فَلَسْتَ مُحِبّاً لِقَيْصَرَ. كُلُّ مَنْ يَجْعَلُ نَفْسَهُ مَلِكاً يُقَأوِمُ قَيْصَرَ}،فخشي بيلاطس على نفسه وفضّل إرضاء الشعب فغسل يديه وأعلن بأنه بريء من دم يسوع فهتف اليهود {دَمُهُ عَلَيْنَا وَعَلَى أَوْلاَدِنَا}.
عندها أسلم يسوع لمشيئتهم ليًصلب، فأخذه الجنود وألبسوه ثوبا أرجوانيا ووضعوا إكليلا من الشوك على رأسه وكانوا يستهزئون به ويبصقون عليه، ثم حمَّلوه صليبه وأخذوه إلى الموضع الذي يًسمى «جلجثا» أي الجمجمة وصلبوه هناك مع لصين واحدًا من على يمينه والأخر من على يساره، وكان بيلاطس قد أمر بأن توضع لوحة فوق صليبه كتب عليها «يسوع الناصري ملك اليهود» هذا على الرغم من اعتراض قادة اليهود على ذلك.لم يكن أحد من أتباع يسوع معه عند الصليب سوى أمه ويوحنا وبعض النسوة.
وعلى الصليب نطق يسوع جمله السبع الشهيرة، فغفر لصالبيه ووعد اللص التائب بالفردوس وأوكل إلى التلميذ المحبوب أمر الاعتناء بأمه من بعده وطلب الماء ولكنه لم يشربه وتلى الآية الأولى من المزمور الثاني والعشرين ثم قال قد أًكمِل وصرخ بصوت عظيم: {يَا أَبَتَاهُ، فِي يَدَيْكَ أَسْتَوْدِعُ رُوحِي}ومات.
تًجمِع الأناجيل الأربعة على أن يسوع مات قبل نهاية النهار، وتتحدث الأناجيل الإزائية عن معجزات ترافقت مع حادثة الصلب حيث أظلمت السماء ثلاث ساعات من الساعة الثانية عشرة حتى الساعة الثالثة من بعد الظهر ثم تزلزلت الأرض وظهر أموات صالحين لكثيرين.
بعد موت يسوع قام يوسف الرامي – رجل يهودي ثري من أعضاء السنهدريم آمن بالبشارة بحسب إنجيلي مرقس ولوقا – قام بطلب جسد يسوع من بيلاطس فأذن له بيلاطس بأن يأخذه فقام الرامي بإنزاله عن الصليب وبدفنه في قبر كان قد نحته لنفسه في بستانه وبحسب إنجيل يوحنا فإن نيقوديموس الفريسي وهو أحد أتباع يسوع كان قد ساعد الرامي بعملية الدفن، وكانت هناك أيضًا مجموعة من النسوة المؤمنات بيسوع تنظرن أين دفنوا الجسد: {وَتَبِعَتْهُ نِسَاءٌ كُنَّ قَدْ أَتَيْنَ مَعَهُ مِنَ الْجَلِيلِ، وَنَظَرْنَ الْقَبْرَ وَكَيْفَ وُضِعَ جَسَدُه. فَرَجَعْنَ وَأَعْدَدْنَ حَنُوطاً وَأَطْيَأباً. وَفِي السَّبْتِ اسْتَرَحْنَ حَسَبَ الْوَصِيَّةِ.}.

### القيامة والصعود

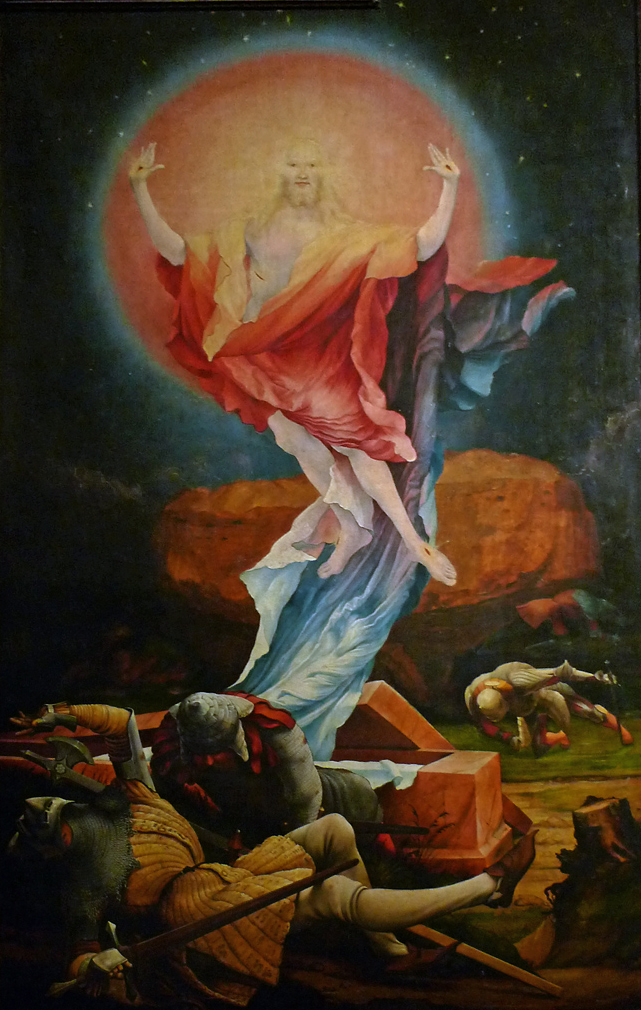
قيامة يسوع المسيح من الموت.

بحسب الإنجيل فإن يسوع قد قام من الموت في اليوم الثالث لصلبه، وينص إنجيل متى عن ظهور ملاك قرب قبر يسوع وبلَّغ خبر قيامته للنسوة الذين كن قد جئن إلى هناك ليُطيبن جسده بحسب العادة التي كانت جارية آنذاك، وبحسب إنجيل لوقا كان هناك ملاكين في القبر أما إنجيل مرقس فيتحدث عن وجود شاب يرتدي لباس أبيض.
وفي إنجيل مرقس قيل أن مريم المجدلية كانت أول من ظهر لها المسيح في صبيحة القيامة،وفي إنجيل يوحنا قيل بأن مريم المجدلية نظرت إلى داخل القبر فرأت هناك ملاكين سألوها عن سبب بكاءها، ثم التفتت خارجا فرأت شخصا تكلم إليها ولم تدرك أنه يسوع بنفسه حتى نطق باسمها.
في سفر أعمال الرسل في كتاب العهد الجديد، قيل بأن يسوع قد ظهر لعدة أشخاص في عدة أماكن مختلفة خلال فترة أربعين يوما بعد يوم قيامته، وكان قد ظهر بعد قيامته بساعات لإثنين من اتباعه بينما كانوا مسافرين في الطريق صوب قرية عمواس، وظهر بعد ذلك لتلاميذه الإثني عشر عندما كانوا مجتمعين في العليَّة بدون توما ومرة أخرى عندما كان توما معهم حيث أعطى يسوع هناك التطويبة الشهيرة للذين آمنوا ولم يروا.
وبينما كان يسوع قد توجه بتبشيره أثناء حياته لليهود بشكل خاص فقد أوصى تلاميذه بعد قيامته بنقل الأخبار السارة إلى كل العالم، فقد قال لهم أثناء صعوده للسماء بعد أربعين يوما من قيامته: {سَتَنَالُونَ قُوَّةً مَتَى حَلَّ الرُّوحُ الْقُدُسُ عَلَيْكُمْ وَتَكُونُونَ لِي شُهُوداً فِي أُورُشَلِيمَ وَفِي كُلِّ الْيَهُودِيَّةِ وَالسَّامِرَةِ وَإِلَى أَقْصَى الأَرْضِ}،وبحسب أعمال الرسل فأن يسوع ظهر لاحقا لبولس الرسول أثناء سفره إلى دمشق، وقد وعد يسوع بأنه سيأتي مرة أخرة ليتمم كل ما تبقى من نبوات عنه حول الأيام الأخيرة.